# 24 Ore di Le Mans 2014
La 24 Ore di Le Mans 2014 è stata la 82ª edizione della maratona automobilistica che ha avuto luogo tra il 14 e il 15 giugno 2014 sul Circuit de la Sarthe di Le Mans, in Francia. È stato il terzo appuntamento del Campionato del mondo endurance 2014. Questa edizione ha segnato il ritorno della Porsche nella classe regina della corsa. Starter d'eccezione è stato il driver spagnolo Fernando Alonso.

## Contesto

### La supremazia Audi, il sogno Toyota e il ritorno di Porsche
L'Audi si presenta a questa edizione della 24 ore forte di ben 12 successi nelle ultime 14 edizioni. Oltre al know how tecnologico, soprattutto per quanto riguarda i motori diesel, che ha permesso alla casa di Ingolstadt di dominare oltre un decennio della celebre corsa, Audi può vantare quelli che sono sicuramente gli equipaggi più esperti, potendo vantare molti piloti già vincitori della corsa. Nonostante questo, la recente introduzione delle nuove tecnologie ibride per quanto riguarda la propulsione ha sicuramente aiutato Toyota, prima casa a portare questo tipo di tecnologia alla 24 ore e che dispone di tecnologie più avanzate rispetto ad Audi.
La Toyota viene infatti da ottimi risultati nelle ultime gare del campionato WEC 2013 e quest'anno più che mai sente di avere la possibilità di interrompere l'egemonia tedesca e tornare a vincere una della corse più prestigiose del mondo.
In rappresentanza della Germania, però, troviamo anche Porsche, assente dalla corsa da molti anni, almeno per quanto riguarda la classe principale. Quando, l'anno scorso, la casa di Stoccarda annunciò il ritorno sul Circuit de la Sarthe si pensò a un conseguente ritiro dell'Audi, essendo entrambe di proprietà del Gruppo Volkswagen. L'Audi però continuò a sviluppare la vettura per la stagione successiva, senza alcuna intenzione di interrompere la striscia di successi positivi ottenuta negli ultimi anni. Entrambe le case, infatti, si presentano al via del WEC 2014 e, ovviamente, della 24 ore di Le Mans. Tra i piloti Porsche, di rilievo la presenza di Mark Webber, ex pilota di Formula 1 che ha lasciato il circus proprio per accettare la proposta di Porsche e ripresentarsi a Le Mans dopo i fatti del 1999 che di fatto gli impedirono di partecipare alla corsa.

### Prima parte del WEC 2014
La Toyota si presenta all'appuntamento in testa al Campionato del mondo endurance 2014, avendo vinto sia la 6 Ore di Silverstone che la 6 Ore di Spa-Francorchamps. Audi, al contrario, viene da due risultati negativi, in particolare la prima gara di Silverstone, dove la casa tedesca ha visto ritirare entrambe le vetture a causa di incidenti. Porsche invece dedica la prima parte del campionato a test in funzione della gara francese, ma nonostante questo ottiene comunque un terzo posto a Silverstone e la Pole Position a Spa.

### Ritorno Ferrari?
Secondo alcune voci, la Ferrari potrebbe presto annunciare il suo ritorno a Le Mans. L'ex team principal della Squadra Corse, Stefano Domenicali, aveva già affermato che i nuovi regolamenti sui motori di Formula 1 avrebbero permesso di sfruttare le stesse tecnologie anche in altre competizioni. Conferma di questa possibilità è il propulsore montato sulle due Porsche 919-Hybrid che utilizza praticamente le stesse identiche tecnologie che caratterizzano le unità 2014 delle vetture del circus. Altro elemento a rafforzare le voci la presenza di Fernando Alonso in occasione della corsa. Il pilota Ferrari ha dato il via alla gara e lui stesso si è detto interessato ad osservare da vicino le tecnologie di queste vetture, che partecipano a "una delle poche gare che hanno fatto la storia del motorsport".

## Gli Iscritti
Per la categoria LMP1 sono quattro le case impegnate: l'Audi campione in carica schiera tre R18 E-Tron Quattro dell'Audi Sport Team Joest; Toyota è presente con due TS 040-Hybrid mentre Porsche porta due 919-Hybrid. Presente anche la casa svizzera Rebellion, che presenta due R-One motorizzate Toyota ma prive di tecnologia ibrida e quindi non realmente in lotta per la vittoria.
Nella classe LMP2, invece, troviamo 4 telai (Oreca, Morgan, Zytek e Ligier) e 3 motori (Nissan, Judd e Honda) per un totale di 17 vetture iscritte.
9 vetture prenderanno il via della corsa nella classe GTE Pro con Aston Martin, Chevrolet, Ferrari e Porsche a contendersi la vittoria.
19, invece, le vetture iscritte alla classe GTE Am
Infine parteciperà alla corsa la Nissan Zeod RC, prototipo derivato dalla Deltawing, che correrà fuori classifica con il numero 0. Sarà la prima vettura a trazione elettrica a prendere parte alla gara.
Per questa edizione, saranno 15 i piloti italiani al via.
| 1                     | Germania (bandiera)    | Audi Sport Team Joest     | Audi R18 e-tron quattro  | M | Lucas Di Grassi     | Marc Gené                | Tom Kristensen       |
| 2                     | Germania (bandiera)    | Audi Sport Team Joest     | Audi R18 e-tron quattro  | M | Marcel Fässler      | André Lotterer           | Benoît Tréluyer      |
| 3                     | Germania (bandiera)    | Audi Sport Team Joest     | Audi R18 e-tron quattro  | M | Filipe Albuquerque  | Marco Bonanomi           | Oliver Jarvis        |
| 7                     | Giappone (bandiera)    | Toyota Racing             | Toyota TS040 Hybrid      | M | Alexander Wurz      | Stéphane Sarrazin        | Kazuki Nakajima      |
| 8                     | Giappone (bandiera)    | Toyota Racing             | Toyota TS040 Hybrid      | M | Anthony Davidson    | Nicolas Lapierre         | Sébastien Buemi      |
| 14                    | Germania (bandiera)    | Porsche Team              | Porsche 919 Hybrid       | M | Romain Dumas        | Neel Jani                | Marc Lieb            |
| 20                    | Germania (bandiera)    | Porsche Team              | Porsche 919 Hybrid       | M | Timo Bernhard       | Mark Webber              | Brendon Hartley      |
| LMP1-L (2 entries)    |                        |                           |                          |   |                     |                          |                      |
| 12                    | Svizzera (bandiera)    | Rebellion Racing          | Rebellion R-One-Toyota   | M | Nicolas Prost       | Nick Heidfeld            | Mathias Beche        |
| 13                    | Svizzera (bandiera)    | Rebellion Racing          | Rebellion R-One-Toyota   | M | Dominik Kraihamer   | Andrea Belicchi          | Fabio Leimer         |
| LMP2 (17 entries)     |                        |                           |                          |   |                     |                          |                      |
| 24                    | Francia (bandiera)     | Sébastien Loeb Racing     | Oreca 03R-Nissan         | M | René Rast           | Jan Charouz              | Vincent Capillaire   |
| 26                    | Russia (bandiera)      | G-Drive Racing            | Morgan LMP2-Nissan       | D | Roman Rusinov       | Olivier Pla              | Julien Canal         |
| 27                    | Russia (bandiera)      | SMP Racing                | Oreca 03R-Nissan         | M | Sergey Zlobin       | Mika Salo                | Anton Ladygin        |
| 29                    | Germania (bandiera)    | Pegasus Racing            | Morgan LMP2-Nissan       | D | Julien Schell       | Nicolas Leutwiler        | Léo Roussel          |
| 33                    | Francia (bandiera)     | OAK Racing-Team Asia      | Ligier JS P2-Honda       | M | David Cheng         | Ho-Pin Tung              | Adderly Fong         |
| 34                    | Svizzera (bandiera)    | Race Performance          | Oreca 03R-Judd           | D | Michel Frey         | Franck Mailleux          | Jon Lancaster        |
| 35                    | Francia (bandiera)     | OAK Racing                | Ligier JS P2-Nissan      | D | Alex Brundle        | Jann Mardenborough       | Mark Shulzhitskiy    |
| 36                    | Francia (bandiera)     | Signatech Alpine          | Alpine A450b-Nissan      | D | Paul-Loup Chatin    | Nelson Panciatici        | Oliver Webb          |
| 37                    | Russia (bandiera)      | SMP Racing                | Oreca 03R-Nissan         | M | Kirill Ladygin      | Nicolas Minassian        | Maurizio Mediani     |
| 38                    | Regno Unito (bandiera) | Jota Sport                | Zytek Z11SN-Nissan       | D | Simon Dolan         | Harry Tincknell          | Oliver Turvey        |
| 41                    | Regno Unito (bandiera) | Greaves Motorsport        | Zytek Z11SN-Nissan       | D | Michael Munemann    | Alessandro Latif         | James Winslow        |
| 42                    | Malaysia (bandiera)    | Caterham Racing           | Zytek Z11SN-Nissan       | D | Tom Kimber-Smith    | Matthew McMurry          | Chris Dyson          |
| 43                    | Svizzera (bandiera)    | Newblood by Morand Racing | Morgan LMP2-Judd         | D | Christian Klien     | Gary Hirsch              | Romain Brandela      |
| 46                    | Francia (bandiera)     | Thiriet by TDS Racing     | Ligier JS P2-Nissan      | D | Pierre Thiriet      | Ludovic Badey            | Tristan Gommendy     |
| 47                    | Hong Kong (bandiera)   | KCMG                      | Oreca 03R-Nissan         | D | Matthew Howson      | Richard Bradley          | Alexandre Imperatori |
| 48                    | Irlanda (bandiera)     | Murphy Prototypes         | Oreca 03R-Nissan         | D | Nathanaël Berthon   | Rodolfo González         | Karun Chandhok       |
| 50                    | Francia (bandiera)     | Larbre Compétition        | Morgan LMP2-Judd         | M | Pierre Ragues       | Ricky Taylor             | Keiko Ihara          |
| LMGTE Pro (9 entries) |                        |                           |                          |   |                     |                          |                      |
| 51                    | Italia (bandiera)      | AF Corse                  | Ferrari 458 Italia GT2   | M | Gianmaria Bruni     | Toni Vilander            | Giancarlo Fisichella |
| 52                    | Regno Unito (bandiera) | Ram Racing                | Ferrari 458 Italia GT2   | M | Matt Griffin        | Álvaro Parente           | Federico Leo         |
| 71                    | Italia (bandiera)      | AF Corse                  | Ferrari 458 Italia GT2   | M | Davide Rigon        | Pierre Kaffer            | Olivier Beretta      |
| 73                    | Stati Uniti (bandiera) | Corvette Racing           | Chevrolet Corvette C7.R  | M | Jan Magnussen       | Antonio García           | Jordan Taylor        |
| 74                    | Stati Uniti (bandiera) | Corvette Racing           | Chevrolet Corvette C7.R  | M | Oliver Gavin        | Tommy Milner             | Richard Westbrook    |
| 91                    | Germania (bandiera)    | Porsche Team Manthey      | Porsche 911 RSR          | M | Patrick Pilet       | Jörg Bergmeister         | Nick Tandy           |
| 92                    | Germania (bandiera)    | Porsche Team Manthey      | Porsche 911 RSR          | M | Marco Holzer        | Frédéric Makowiecki      | Richard Lietz        |
| 97                    | Regno Unito (bandiera) | Aston Martin Racing       | Aston Martin Vantage GTE | M | Darren Turner       | Stefan Mücke             | Bruno Senna          |
| 99                    | Regno Unito (bandiera) | Aston Martin Racing       | Aston Martin Vantage GTE | M | Alex MacDowall      | Darryl O'Young           | Fernando Rees        |
| LMGTE Am (19 entries) |                        |                           |                          |   |                     |                          |                      |
| 53                    | Regno Unito (bandiera) | Ram Racing                | Ferrari 458 Italia GT2   | M | Johnny Mowlem       | Mark Patterson           | Archie Hamilton      |
| 57                    | Stati Uniti (bandiera) | Krohn Racing              | Ferrari 458 Italia GT2   | M | Tracy Krohn         | Niclas Jönsson           | Ben Collins          |
| 58                    | Francia (bandiera)     | Team Sofrev ASP           | Ferrari 458 Italia GT2   | M | Fabien Barthez      | Anthony Pons             | Soheil Ayari         |
| 60                    | Italia (bandiera)      | AF Corse                  | Ferrari 458 Italia GT2   | M | Peter Ashley Mann   | Lorenzo Casè             | Raffaele Giammaria   |
| 61                    | Italia (bandiera)      | AF Corse                  | Ferrari 458 Italia GT2   | M | Luís Pérez Companc  | Marco Cioci              | Mirko Venturi        |
| 62                    | Italia (bandiera)      | AF Corse                  | Ferrari 458 Italia GT2   | M | Yannick Mallégol    | Jean-Marc Bachelier      | Howard Blank         |
| 66                    | Regno Unito (bandiera) | JMW Motorsport            | Ferrari 458 Italia GT2   | M | Abdulaziz Al-Faisal | Seth Neiman              | Spencer Pumpelly     |
| 67                    | Francia (bandiera)     | IMSA Performance Matmut   | Porsche 911 GT3 RSR      | M | Erik Maris          | Jean-Marc Merlin         | Éric Hélary          |
| 70                    | Giappone (bandiera)    | Team Taisan               | Ferrari 458 Italia GT2   | M | Shinji Nakano       | Pierre Ehret             | Martin Rich          |
| 72                    | Russia (bandiera)      | SMP Racing                | Ferrari 458 Italia GT2   | M | Andrea Bertolini    | Victor Shaitar           | Aleksey Basov        |
| 75                    | Belgio (bandiera)      | Prospeed Competition      | Porsche 911 GT3 RSR      | M | François Perrodo    | Emmanuel Collard         | Markus Palttala      |
| 76                    | Francia (bandiera)     | IMSA Performance Matmut   | Porsche 911 GT3 RSR      | M | Raymond Narac       | Nicolas Armindo          | David Hallyday       |
| 77                    | Stati Uniti (bandiera) | Dempsey Racing-Proton     | Porsche 911 RSR          | M | Patrick Dempsey     | Joe Foster               | Patrick Long         |
| 79                    | Belgio (bandiera)      | Prospeed Competition      | Porsche 911 GT3 RSR      | M | Cooper MacNeil      | Bret Curtis              | Jeroen Bleekemolen   |
| 81                    | Italia (bandiera)      | AF Corse                  | Ferrari 458 Italia GT2   | M | Stephen Wyatt       | Michele Rugolo           | Sam Bird             |
| 88                    | Germania (bandiera)    | Proton Competition        | Porsche 911 RSR          | M | Christian Ried      | Klaus Bachler            | Khaled Al Qubaisi    |
| 90                    | Stati Uniti (bandiera) | 8 Star Motorsports        | Ferrari 458 Italia GT2   | M | Frankie Montecalvo  | Gianluca Roda            | Paolo Ruberti        |
| 95                    | Regno Unito (bandiera) | Aston Martin Racing       | Aston Martin Vantage GTE | M | Kristian Poulsen    | David Heinemeier Hansson | Nicki Thiim          |
| 98                    | Regno Unito (bandiera) | Aston Martin Racing       | Aston Martin Vantage GTE | M | Paul Dalla Lana     | Pedro Lamy               | Christoffer Nygaard  |
| Invitational          |                        |                           |                          |   |                     |                          |                      |
| 0                     | Giappone (bandiera)    | Nissan Motorsports Global | Nissan ZEOD RC           | M | Lucas Ordóñez       | Wolfgang Reip            | Satoshi Motoyama     |

## Prove

### L'incidente di Duval
Alle 16.55 della prima giornata di prove libere, l'Audi n. 1 di Loic Duval esce di strada ad altissima velocità alle curve Porsche, disintegrandosi contro le barriere. Fortunatamente il pilota riporta solo dei tagli, ma la vettura è distrutta. La dinamica non è ancora chiara ma dall'analisi della telemetria si escludono cedimenti meccanici.
L'Audi schiera comunque la vettura n. 1 al via, ricostruendo la macchina a partire da un telaio di riserva che la casa aveva già portato sul circuito. Tra i piloti, però, non ci sarà Duval: benché il francese volesse comunque prendere parte alla corsa, il team preferisce tenerlo a riposo per il weekend di gara. Al suo posto correrà Marc Genè, pilota di riserva Audi che avrebbe dovuto correre con una Zytek in LMP2. Genè sarà a sua volta sostituito da Oliver Turvey.

## Qualifiche
Anche le sessioni di qualifiche sono fortemente caratterizzate da bandiere rosse, a causa di incidenti nuovamente all'Audi n.1, questa volta guidata da Di Grassi, e alla Ferrari 458 Italia di James Calado, uscito di strada anch'esso alle curve Porsche. Il pilota della AF Corse non prenderà parte alla corsa, sostituito Pierre Kaffer.
Ad ottenere la pole è la Toyota TS 040 Hybrid guidata da Nakajima, primo pilota giapponese nella storia della 24 ore a conquistare la prima piazzola della griglia. Segue la Porsche n.14 a 357 millesimi, poi la Toyota n. 8 e la Porsche n. 20. Quinta la prima della Audi, la n.2, seguita dalle due 'sorelle'.
Tra le LMP2 troviamo la Ligier JSP2 motorizzata Nissan davanti a tutti.
Prima fila molto italiana in GTE Pro, dove la Ferrari 458 n.51 della AF Corse ottiene la pole grazie a Gianmaria Bruni. Secondo posto assoluto nelle GT ottenuta da un'altra Ferrari, questa volta di classe GTE AM, condotta da Michele Rugolo. Male Porsche tra le GT, con la vettura n. 91 ferma subito e la n. 92 rallentata da problemi.

### Ordine di partenza
Le pole position per ogni classe sono denotate in grassetto.  Il giro più veloce segnato da ogni iscritto è evidenziato in grigio.
| Pos | Classe    | N  | Squadra                   | Qualifiche 1 | Qualifiche 2 | Qualifiche 3 | Distacco | Griglia |
| --- | --------- | -- | ------------------------- | ------------ | ------------ | ------------ | -------- | ------- |
| 1   | LMP1-H    | 7  | Toyota Racing             | 3:25.313     | 3:22.589     | 3:21.789     |          | 1       |
| 2   | LMP1-H    | 14 | Porsche Team              | 3:23.928     | 3:22.708     | 3:22.146     | +0.357   | 2       |
| 3   | LMP1-H    | 8  | Toyota Racing             | 3:25.410     | 3:23.661     | 3:22.523     | +0.734   | 3       |
| 4   | LMP1-H    | 20 | Porsche Team              | 3:23.157     | 3:22.908     | 3:24.136     | +1.119   | 4       |
| 5   | LMP1-H    | 3  | Audi Sport Team Joest     | 3:26.445     | 3:23.271     | 3:23.364     | +1.482   | 5       |
| 6   | LMP1-H    | 2  | Audi Sport Team Joest     | 3:26.388     | 3:24.276     | 3:24.729     | +2.487   | 6       |
| 7   | LMP1-H    | 1  | Audi Sport Team Joest     | No Time      | 3:26.490     | 3:25.814     | +4.025   | 7       |
| 8   | LMP1-L    | 12 | Rebellion Racing          | 3:34.922     | 3:31.180     | 3:29.763     | +7.974   | 8       |
| 9   | LMP1-L    | 13 | Rebellion Racing          | 3:33.117     | 3:31.608     | 3:33.050     | +9.819   | 9       |
| 10  | LMP2      | 46 | Thiriet by TDS Racing     | 3:42.730     | 3:38.094     | 3:37.609     | +15.820  | 10      |
| 11  | LMP2      | 38 | Jota Sport                | 3:45.928     | 3:44.482     | 3:37.674     | +15.885  | 11      |
| 12  | LMP2      | 35 | OAK Racing                | 3:39.822     | 3:39.523     | 3:37.892     | +16.103  | 12      |
| 13  | LMP2      | 26 | G-Drive Racing            | 3:38.843     | 3:41.446     | 3:38.000     | +16.211  | 13      |
| 14  | LMP2      | 36 | Signatech Alpine          | 3:39.490     | 3:38.769     | 3:38.089     | +16.300  | 14      |
| 15  | LMP2      | 48 | Murphy Prototypes         | 3:41.502     | 3:38.207     | 3:39.091     | +16.418  | 15      |
| 16  | LMP2      | 47 | KCMG                      | 3:39.586     | 3:40.476     | 3:38.689     | +16.900  | 16      |
| 17  | LMP2      | 43 | Newblood by Morand Racing | 3:46.018     | 3:39.135     | 3:41.066     | +17.346  | 17      |
| 18  | LMP2      | 34 | Race Performance          | 3:39.993     | 3:44.486     | 3:40.819     | +18.204  | 18      |
| 19  | LMP2      | 42 | Caterham Racing           | 3:41.847     | 3:47.255     | 3:40.035     | +18.246  | 19      |
| 20  | LMP2      | 24 | Sébastien Loeb Racing     | 3:43.507     | 3:40.407     | 3:44.022     | +18.618  | 20      |
| 21  | LMP2      | 37 | SMP Racing                | 3:46.940     | 3:44.395     | 3:41.297     | +19.508  | 21      |
| 22  | LMP2      | 27 | SMP Racing                | 3:43.618     | 3:42.527     | 3:42.131     | +20.342  | 22      |
| 23  | LMP2      | 29 | Pegasus Racing            | 3:49.046     | 3:42.438     | No time      | +20.649  | 23      |
| 24  | LMP2      | 33 | OAK Racing-Team Asia      | 3:42.998     | 3:48.325     | 3:43.158     | +21.199  | 24      |
| 25  | LMP2      | 50 | Larbre Compétition        | 3:53.948     | 3:47.015     | 3:43.843     | +22.054  | 25      |
| 26  | LMP2      | 41 | Greaves Motorsport        | No time      | 3:44.293     | 3:44.437     | +22.504  | 26      |
| 27  |           | 0  | Nissan Motorsports Global | No time      | 3:57.096     | 3:50.185     | +28.396  | 27      |
| 28  | LMGTE Pro | 51 | AF Corse                  | 3:54.754     | 3:55.552     | 3:53.700     | +31.911  | 28      |
| 29  | LMGTE Am  | 81 | AF Corse                  | 4:02.452     | 3:57.665     | 3:54.665     | +32.876  | 29      |
| 30  | LMGTE Pro | 73 | Corvette Racing           | 3:56.443     | 3:55.038     | 3:54.777     | +32.988  | 30      |
| 31  | LMGTE Pro | 97 | Aston Martin Racing       | 3:55.067     | 3:56.516     | 3:54.891     | +33.102  | 31      |
| 32  | LMGTE Pro | 74 | Corvette Racing           | 3:59.445     | 3:57.160     | 3:55.190     | +33.401  | 32      |
| 33  | LMGTE Pro | 52 | Ram Racing                | 3:57.793     | 3:56.642     | 3:55.347     | +33.558  | 33      |
| 34  | LMGTE Pro | 92 | Porsche Team Manthey      | 3:55.516     | 3:57.356     | 3:55.694     | +33.727  | 34      |
| 35  | LMGTE Am  | 98 | Aston Martin Racing       | 4:00.017     | 3:57.445     | 3:55.644     | +33.855  | 35      |
| 36  | LMGTE Pro | 91 | Porsche Team Manthey      | 3:56.584     | 3:57.682     | 3:55.745     | +33.956  | 36      |
| 37  | LMGTE Am  | 95 | Aston Martin Racing       | 4:06.464     | 3:56.994     | 3:55.944     | +34.155  | 37      |
| 38  | LMGTE Am  | 61 | AF Corse                  | 3:56.919     | 3:56.917     | 3:55.977     | +34.188  | 38      |
| 39  | LMGTE Am  | 72 | SMP Racing                | 3:56.787     | 3:58.778     | 3:56.063     | +34.274  | 39      |
| 40  | LMGTE Am  | 88 | Proton Competition        | 3:59.291     | 3:59.920     | 3:56.974     | +35.185  | 40      |
| 41  | LMGTE Am  | 77 | Dempsey Racing-Proton     | 3:57.004     | 3:58.373     | 3:57.230     | +35.215  | 41      |
| 42  | LMGTE Am  | 90 | 8 Star Motorsports        | No time      | No time      | 3:57.217     | +35.428  | 42      |
| 43  | LMGTE Pro | 99 | Aston Martin Racing       | 3:57.258     | Withdrawn    | Withdrawn    | +35.469  | –       |
| 44  | LMGTE Am  | 60 | AF Corse                  | 4:22.744     | 4:01.425     | 3:57.274     | +35.485  | 43      |
| 45  | LMGTE Am  | 66 | JMW Motorsport            | 4:05.046     | 3:58.512     | 3:57.757     | +35.968  | 44      |
| 46  | LMGTE Am  | 53 | Ram Racing                | 3:59.794     | 4:02.175     | 3:57.958     | +36.169  | 45      |
| 47  | LMGTE Pro | 71 | AF Corse                  | 3:58.330     | 3:58.086     | No time      | +36.297  | 46      |
| 48  | LMGTE Am  | 76 | IMSA Performance Matmut   | No time      | 4:06.021     | 3:58.398     | +36.609  | 47      |
| 49  | LMGTE Pro | 79 | Prospeed Competition      | 4:01.226     | 3:59.012     | No time      | +37.223  | 48      |
| 50  | LMGTE Am  | 75 | Prospeed Competition      | 3:59.394     | 3:59.604     | 4:05.147     | +37.605  | 49      |
| 51  | LMGTE Am  | 58 | Team Sofrev ASP           | 3:59.837     | 4:07.434     | 4:03.947     | +38.048  | 50      |
| 52  | LMGTE Am  | 57 | Krohn Racing              | 4:03.789     | 4:01.686     | 4:01.006     | +39.217  | 51      |
| 53  | LMGTE Am  | 70 | Team Taisan               | 4:03.066     | 4:01.446     | 4:04.512     | +39.657  | 52      |
| 54  | LMGTE Am  | 67 | IMSA Performance Matmut   | No time      | 4:03.903     | 4:03.277     | +41.488  | 53      |
| 55  | LMGTE Am  | 62 | AF Corse                  | 4:11.533     | 4:20.025     | 4:10.354     | +48.565  | 54      |

## Gara
Dopo il via la Toyota di Wurz mantiene il comando, quando è subito bagarre per le prime posizioni. Dopo la prima ora sarà l'Audi la prima inseguitrice, con entrambe le Porsche che hanno subito accusato dei problemi, con la n. 14 che ha dovuto sostituire la pompa della benzina, ripartendo 50º, e la vettura di Lapierre protagonista di un dritto in un doppiaggio, causando la prima slow zone della corsa.
Il primo colpo di scena arriva alle 16:32, dopo un'ora e mezzo di corsa: improvvisi e violenti scrosci di pioggia si riversano sul circuito, cogliendo di sorpresa i piloti. Marco Bonanomi, che si trovava in terza posizione alla guida della sua Audi, rallenta per la pista bagnata. Dietro di lui, Lapierre perde il controllo della sua Toyota, urtando la E-Tron dell'italiano, colpita poi ancora al retrotreno dalla Ferrari di Bird, che non riesce ad evitare l'impatto. L'Audi n. 3 riporta danni molto gravi alle sospensioni e alla trasmissione e si vede costretta al ritiro, così come la Ferrari di Bird. Lapierre, invece, riesce a rientrare ai box. I meccanici Toyota riescono a riparare la macchina che torna in pista staccata di 8 giri grazie anche alla lunga neutralizzazione mentre la vettura era ai box.
Nelle fasi successive, caratterizzate da una pista in progressivo asciugamento e diverse autonomie delle vetture, Toyota, Audi e Porsche si alternano al comando della corsa, con la vettura della casa di Stoccarda più lenta di un secondo al giro ma con una tornata in più di autonomia su un pieno. Intanto la Porsche n.14 di Jani-Lieb rimonta fino al 10º posto. Con l'arrivo della notte, però, è la Toyota a condurre la corsa, con Wurz che guida la vettura n. 7 rilevata da Nakajima a un giro di vantaggio sulle due Audi. Mark Webber guida la Porsche al quarto posto con qualche difficoltà nella guida notturna.
A metà gara l'Audi n.1 d Kristensen è costretta ai box per un guasto e viene superata dalla Porsche, mentre la Toyota davanti appare imprendibile. Alle prime luci dell'alba, però, un altro colpo di scena: Nakajima, in testa alla corsa, deve arrestare la sua Toyota per un guasto elettrico che la costringerà al ritiro. Disperazione nel box Toyota, che ha l'altra vettura attardata di parecchi giri e impossibilitata a lottare per la vittoria. Sono quindi le due Audi a condurre la gara, con le due Porsche a inseguire.
Alle 7 del mattino, però, l'Audi n.2 di Fassler lamenta problemi al turbo rientrando ai box per un rifornimento. Dopo un breve controllo viene l'auto viene rimessa a terra per ripartire ma non si muove. Riportata nuovamente in garage, la vettura viene mandata in pista dopo 23 minuti. Fassler rientrerà terzo, aiutato da una saefty car, dietro all'Audi di Genè e alla Porsche di Webber e attardato di due giri. Dopo poche ore è però la n.1 di Kristensen ad accusare problemi al turbo, che verrà sostituito in soli 17 minuti dai meccanici del team Joest. Intanto è la Porsche che, a sorpresa, conduce la corsa e comincia a sentire odore di successo.
Dura poco, però, il momento di gloria della Porsche: la casa tedesca vede infatti entrambe le vetture accusare problemi al motore nell'ultima ora, costringendole ai box e a una definitiva resa. La n.14 verrà comunque rimessa in pista alla fine della gara per prendere la bandiera a scacchi e qualificarsi. Bella l'immagine del box Audi che, con estrema sportività, applaude alle immagini della Porsche che riprende la pista.
Sarà quindi l'Audi n.2, con Treluyer al volante, a tagliare per prima il traguardo della corsa, seguita dall'altra Audi e dalla Toyota di Davidson.
Pur non godendo del favore dei pronostici, l'Audi ottiene un successo che ricorda quello del 2010: pur non disponendo della vettura più veloce, esperienza e solidità hanno permesso di approfittare dei problemi altrui e di cogliere il 13º successo a Le Mans. Ora la Porsche, che guidava l'Albo d'Oro con 16 vittorie, distava di sole tre lunghezze, ma l'anno successivo si riconfermerà vincitrice della maratona, raggiungendo la vittoria n. 17 a Le Mans e ritornando a quattro lunghezze di distanza dai cugini dell'Audi.

### Ordine di Arrivo
| Pos | Classe                | N  | Squadra                   | Piloti                                                                 | Chassis                          | Gomme | Giri |
| Pos | Classe                | N  | Squadra                   | Piloti                                                                 | Motore                           | Gomme | Giri |
| --- | --------------------- | -- | ------------------------- | ---------------------------------------------------------------------- | -------------------------------- | ----- | ---- |
| 1   | LMP1-H                | 2  | Audi Sport Team Joest     | André Lotterer Marcel Fässler Benoît Tréluyer                          | Audi R18 e-tron quattro          | M     | 379  |
| 1   | LMP1-H                | 2  | Audi Sport Team Joest     | André Lotterer Marcel Fässler Benoît Tréluyer                          | Audi TDI 4.0 L Turbo V6 (Diesel) | M     | 379  |
| 2   | LMP1-H                | 1  | Audi Sport Team Joest     | Tom Kristensen Marc Gené Lucas Di Grassi                               | Audi R18 e-tron quattro          | M     | 376  |
| 2   | LMP1-H                | 1  | Audi Sport Team Joest     | Tom Kristensen Marc Gené Lucas Di Grassi                               | Audi TDI 4.0 L Turbo V6 (Diesel) | M     | 376  |
| 3   | LMP1-H                | 8  | Toyota Racing             | Anthony Davidson Sébastien Buemi Nicolas Lapierre                      | Toyota TS040 Hybrid              | M     | 374  |
| 3   | LMP1-H                | 8  | Toyota Racing             | Anthony Davidson Sébastien Buemi Nicolas Lapierre                      | Toyota 3.7 L V8                  | M     | 374  |
| 4   | LMP1-L                | 12 | Rebellion Racing          | Nicolas Prost Nick Heidfeld Mathias Beche                              | Rebellion R-One                  | M     | 360  |
| 4   | LMP1-L                | 12 | Rebellion Racing          | Nicolas Prost Nick Heidfeld Mathias Beche                              | Toyota RV8KLM 3.4 L V8           | M     | 360  |
| 5   | LMP2                  | 38 | Jota Sport                | Simon Dolan Harry Tincknell Oliver Turvey                              | Zytek Z11SN                      | D     | 356  |
| 5   | LMP2                  | 38 | Jota Sport                | Simon Dolan Harry Tincknell Oliver Turvey                              | Nissan VK45DE 4.5 L V8           | D     | 356  |
| 6   | LMP2                  | 46 | Thiriet by TDS Racing     | Pierre Thiriet Ludovic Badey Tristan Gommendy                          | Ligier JS P2                     | D     | 355  |
| 6   | LMP2                  | 46 | Thiriet by TDS Racing     | Pierre Thiriet Ludovic Badey Tristan Gommendy                          | Nissan VK45DE 4.5 L V8           | D     | 355  |
| 7   | LMP2                  | 36 | Signatech Alpine          | Paul-Loup Chatin Nelson Panciatici Oliver Webb                         | Alpine A450b                     | D     | 355  |
| 7   | LMP2                  | 36 | Signatech Alpine          | Paul-Loup Chatin Nelson Panciatici Oliver Webb                         | Nissan VK45DE 4.5 L V8           | D     | 355  |
| 8   | LMP2                  | 24 | Sébastien Loeb Racing     | René Rast Jan Charouz Vincent Capillaire                               | Oreca 03R                        | M     | 354  |
| 8   | LMP2                  | 24 | Sébastien Loeb Racing     | René Rast Jan Charouz Vincent Capillaire                               | Nissan VK45DE 4.5 L V8           | M     | 354  |
| 9   | LMP2                  | 35 | OAK Racing                | Alex Brundle Jann Mardenborough Mark Shulzhitskiy                      | Ligier JS P2                     | D     | 354  |
| 9   | LMP2                  | 35 | OAK Racing                | Alex Brundle Jann Mardenborough Mark Shulzhitskiy                      | Nissan VK45DE 4.5 L V8           | D     | 354  |
| 10  | LMP2                  | 43 | Newblood by Morand Racing | Gary Hirsch Romain Brandela Christian Klien                            | Morgan LMP2                      | D     | 352  |
| 10  | LMP2                  | 43 | Newblood by Morand Racing | Gary Hirsch Romain Brandela Christian Klien                            | Judd HK 3.6 L V8                 | D     | 352  |
| 11  | LMP2                  | 33 | OAK Racing-Team Asia      | David Cheng Ho-Pin Tung Adderly Fong                                   | Ligier JS P2                     | M     | 347  |
| 11  | LMP2                  | 33 | OAK Racing-Team Asia      | David Cheng Ho-Pin Tung Adderly Fong                                   | Honda HR28TT 2.8 L Turbo V6      | M     | 347  |
| 12  | LMP2                  | 34 | Race Performance          | Michel Frey Franck Mailleux Jon Lancaster                              | Oreca 03R                        | D     | 342  |
| 12  | LMP2                  | 34 | Race Performance          | Michel Frey Franck Mailleux Jon Lancaster                              | Judd HK 3.6 L V8                 | D     | 342  |
| 13  | LMGTE Pro             | 51 | AF Corse                  | Gianmaria Bruni Giancarlo Fisichella Toni Vilander                     | Ferrari 458 Italia GT2           | M     | 339  |
| 13  | LMGTE Pro             | 51 | AF Corse                  | Gianmaria Bruni Giancarlo Fisichella Toni Vilander                     | Ferrari 4.5 L V8                 | M     | 339  |
| 14  | LMGTE Pro             | 73 | Corvette Racing           | Jan Magnussen Antonio García Jordan Taylor                             | Chevrolet Corvette C7.R          | M     | 338  |
| 14  | LMGTE Pro             | 73 | Corvette Racing           | Jan Magnussen Antonio García Jordan Taylor                             | Chevrolet 5.5 L V8               | M     | 338  |
| 15  | LMGTE Pro             | 92 | Porsche Team Manthey      | Marco Holzer Frédéric Makowiecki Richard Lietz                         | Porsche 911 RSR                  | M     | 337  |
| 15  | LMGTE Pro             | 92 | Porsche Team Manthey      | Marco Holzer Frédéric Makowiecki Richard Lietz                         | Porsche 4.0 L Flat-6             | M     | 337  |
| 16  | LMP2                  | 29 | Pegasus Racing            | Julien Schell Stéphane Raffin Nicolas Leutwiler                        | Morgan LMP2                      | D     | 336  |
| 16  | LMP2                  | 29 | Pegasus Racing            | Julien Schell Stéphane Raffin Nicolas Leutwiler                        | Nissan VK45DE 4.5 L V8           | D     | 336  |
| 17  | LMGTE Am              | 95 | Aston Martin Racing       | David Heinemeier Hansson Kristian Poulsen Nicki Thiim                  | Aston Martin V8 Vantage GTE      | M     | 334  |
| 17  | LMGTE Am              | 95 | Aston Martin Racing       | David Heinemeier Hansson Kristian Poulsen Nicki Thiim                  | Aston Martin 4.5 L V8            | M     | 334  |
| 18  | LMGTE Pro             | 74 | Corvette Racing           | Tommy Milner Oliver Gavin Richard Westbrook                            | Chevrolet Corvette C7.R          | M     | 333  |
| 18  | LMGTE Pro             | 74 | Corvette Racing           | Tommy Milner Oliver Gavin Richard Westbrook                            | Chevrolet 5.5 L V8               | M     | 333  |
| 19  | LMGTE Am              | 88 | Proton Competition        | Christian Ried Klaus Bachler Khaled Al Qubaisi                         | Porsche 911 RSR                  | M     | 332  |
| 19  | LMGTE Am              | 88 | Proton Competition        | Christian Ried Klaus Bachler Khaled Al Qubaisi                         | Porsche 4.0 L Flat-6             | M     | 332  |
| 20  | LMGTE Am              | 61 | AF Corse                  | Luís Pérez Companc Marco Cioci Mirko Venturi                           | Ferrari 458 Italia GT2           | M     | 331  |
| 20  | LMGTE Am              | 61 | AF Corse                  | Luís Pérez Companc Marco Cioci Mirko Venturi                           | Ferrari 4.5 L V8                 | M     | 331  |
| 21  | LMGTE Am              | 90 | 8 Star Motorsports        | Frankie Montecalvo Paolo Ruberti Gianluca Roda                         | Ferrari 458 Italia GT2           | M     | 330  |
| 21  | LMGTE Am              | 90 | 8 Star Motorsports        | Frankie Montecalvo Paolo Ruberti Gianluca Roda                         | Ferrari 4.5 L V8                 | M     | 330  |
| 22  | LMGTE Am              | 77 | Dempsey Racing-Proton     | Patrick Dempsey Joe Foster Patrick Long                                | Porsche 911 RSR                  | M     | 329  |
| 22  | LMGTE Am              | 77 | Dempsey Racing-Proton     | Patrick Dempsey Joe Foster Patrick Long                                | Porsche 4.0 L Flat-6             | M     | 329  |
| 23  | LMP2                  | 42 | Caterham Racing           | Tom Kimber-Smith Chris Dyson Matt McMurry                              | Zytek Z11SN                      | D     | 329  |
| 23  | LMP2                  | 42 | Caterham Racing           | Tom Kimber-Smith Chris Dyson Matt McMurry                              | Nissan VK45DE 4.5 L V8           | D     | 329  |
| 24  | LMGTE Am              | 98 | Aston Martin Racing       | Paul Dalla Lana Pedro Lamy Christoffer Nygaard                         | Aston Martin V8 Vantage GTE      | M     | 329  |
| 24  | LMGTE Am              | 98 | Aston Martin Racing       | Paul Dalla Lana Pedro Lamy Christoffer Nygaard                         | Aston Martin 4.5 L V8            | M     | 329  |
| 25  | LMGTE Am              | 66 | JMW Motorsport            | Abd al-Aziz bin Turki bin Faysal Al Sa'ud Seth Neiman Spencer Pumpelly | Ferrari 458 Italia GT2           | M     | 327  |
| 25  | LMGTE Am              | 66 | JMW Motorsport            | Abd al-Aziz bin Turki bin Faysal Al Sa'ud Seth Neiman Spencer Pumpelly | Ferrari 4.5 L V8                 | M     | 327  |
| 26  | LMGTE Am              | 70 | Team Taisan               | Shinji Nakano Martin Rich Pierre Ehret                                 | Ferrari 458 Italia GT2           | M     | 327  |
| 26  | LMGTE Am              | 70 | Team Taisan               | Shinji Nakano Martin Rich Pierre Ehret                                 | Ferrari 4.5 L V8                 | M     | 327  |
| 27  | LMGTE Am              | 58 | Team Sofrev ASP           | Anthony Pons Soheil Ayari Fabien Barthez                               | Ferrari 458 Italia GT2           | M     | 325  |
| 27  | LMGTE Am              | 58 | Team Sofrev ASP           | Anthony Pons Soheil Ayari Fabien Barthez                               | Ferrari 4.5 L V8                 | M     | 325  |
| 28  | LMGTE Am              | 57 | Krohn Racing              | Tracy Krohn Niclas Jönsson Ben Collins                                 | Ferrari 458 Italia GT2           | M     | 324  |
| 28  | LMGTE Am              | 57 | Krohn Racing              | Tracy Krohn Niclas Jönsson Ben Collins                                 | Ferrari 4.5 L V8                 | M     | 324  |
| 29  | LMGTE Am              | 76 | IMSA Performance Matmut   | Raymond Narac Nicolas Armindo David Hallyday                           | Porsche 997 GT3-RSR              | M     | 323  |
| 29  | LMGTE Am              | 76 | IMSA Performance Matmut   | Raymond Narac Nicolas Armindo David Hallyday                           | Porsche 4.0 L Flat-6             | M     | 323  |
| 30  | LMGTE Am              | 53 | Ram Racing                | Johnny Mowlem Archie Hamilton Mark Patterson                           | Ferrari 458 Italia GT2           | M     | 319  |
| 30  | LMGTE Am              | 53 | Ram Racing                | Johnny Mowlem Archie Hamilton Mark Patterson                           | Ferrari 4.5 L V8                 | M     | 319  |
| 31  | LMGTE Pro             | 79 | Prospeed Competition      | Jeroen Bleekemolen Cooper MacNeil                                      | Porsche 997 GT3-RSR              | M     | 319  |
| 31  | LMGTE Pro             | 79 | Prospeed Competition      | Jeroen Bleekemolen Cooper MacNeil                                      | Porsche 4.0 L Flat-6             | M     | 319  |
| 32  | LMGTE Am              | 67 | IMSA Performance Matmut   | Erik Maris Jean-Marc Merlin Éric Hélary                                | Porsche 997 GT3-RSR              | M     | 317  |
| 32  | LMGTE Am              | 67 | IMSA Performance Matmut   | Erik Maris Jean-Marc Merlin Éric Hélary                                | Porsche 4.0 L Flat-6             | M     | 317  |
| 33  | LMGTE Pro             | 97 | Aston Martin Racing       | Darren Turner Stefan Mücke Bruno Senna                                 | Aston Martin V8 Vantage GTE      | M     | 310  |
| 33  | LMGTE Pro             | 97 | Aston Martin Racing       | Darren Turner Stefan Mücke Bruno Senna                                 | Aston Martin 4.5 L V8            | M     | 310  |
| 34  | LMGTE Pro             | 91 | Porsche Team Manthey      | Patrick Pilet Nick Tandy Jörg Bergmeister                              | Porsche 911 RSR                  | M     | 309  |
| 34  | LMGTE Pro             | 91 | Porsche Team Manthey      | Patrick Pilet Nick Tandy Jörg Bergmeister                              | Porsche 4.0 L Flat-6             | M     | 309  |
| 35  | LMP2                  | 27 | SMP Racing                | Sergey Zlobin Anton Ladygin Mika Salo                                  | Oreca 03R                        | M     | 303  |
| 35  | LMP2                  | 27 | SMP Racing                | Sergey Zlobin Anton Ladygin Mika Salo                                  | Nissan VK45DE 4.5 L V8           | M     | 303  |
| 36  | LMGTE Am              | 62 | AF Corse                  | Yannick Mollégol Jean-Marc Bachelier Howard Blank                      | Ferrari 458 Italia GT2           | M     | 295  |
| 36  | LMGTE Am              | 62 | AF Corse                  | Yannick Mollégol Jean-Marc Bachelier Howard Blank                      | Ferrari 4.5 L V8                 | M     | 295  |
| NC  | LMP1-H                | 14 | Porsche Team              | Marc Lieb Romain Dumas Neel Jani                                       | Porsche 919 Hybrid               | M     | 348  |
| NC  | LMP1-H                | 14 | Porsche Team              | Marc Lieb Romain Dumas Neel Jani                                       | Porsche 2.0 L Turbo V4           | M     | 348  |
| NC  | LMP1-H                | 20 | Porsche Team              | Timo Bernhard Brendon Hartley Mark Webber                              | Porsche 919 Hybrid               | M     | 346  |
| NC  | LMP1-H                | 20 | Porsche Team              | Timo Bernhard Brendon Hartley Mark Webber                              | Porsche 2.0 L Turbo V4           | M     | 346  |
| NC  | LMP2                  | 50 | Larbre Compétition        | Pierre Ragues Keiko Ihara Ricky Taylor                                 | Morgan LMP2                      | M     | 341  |
| NC  | LMP2                  | 50 | Larbre Compétition        | Pierre Ragues Keiko Ihara Ricky Taylor                                 | Judd HK 3.6 L V8                 | M     | 341  |
| DNF | LMP1-H                | 7  | Toyota Racing             | Alexander Wurz Stéphane Sarrazin Kazuki Nakajima                       | Toyota TS040 Hybrid              | M     | 219  |
| DNF | LMP1-H                | 7  | Toyota Racing             | Alexander Wurz Stéphane Sarrazin Kazuki Nakajima                       | Toyota 3.7 L V8                  | M     | 219  |
| DNF | LMGTE Am              | 72 | SMP Racing                | Andrea Bertolini Viktor Shaitar Alexsey Basov                          | Ferrari 458 Italia GT2           | M     | 196  |
| DNF | LMGTE Am              | 72 | SMP Racing                | Andrea Bertolini Viktor Shaitar Alexsey Basov                          | Ferrari 4.5 L V8                 | M     | 196  |
| DNF | LMGTE Am              | 75 | Prospeed Competition      | François Perrodo Emmanuel Collard Markus Palttala                      | Porsche 997 GT3-RSR              | M     | 194  |
| DNF | LMGTE Am              | 75 | Prospeed Competition      | François Perrodo Emmanuel Collard Markus Palttala                      | Porsche 4.0 L Flat-6             | M     | 194  |
| DNF | LMGTE Pro             | 52 | Ram Racing                | Matt Griffin Álvaro Parente Federico Leo                               | Ferrari 458 Italia GT2           | M     | 140  |
| DNF | LMGTE Pro             | 52 | Ram Racing                | Matt Griffin Álvaro Parente Federico Leo                               | Ferrari 4.5 L V8                 | M     | 140  |
| DNF | LMP2                  | 26 | G-Drive Racing            | Roman Rusinov Olivier Pla Julien Canal                                 | Morgan LMP2                      | D     | 120  |
| DNF | LMP2                  | 26 | G-Drive Racing            | Roman Rusinov Olivier Pla Julien Canal                                 | Nissan VK45DE 4.5 L V8           | D     | 120  |
| DNF | LMGTE Am              | 60 | AF Corse                  | Peter Ashley Mann Lorenzo Casè Raffaele Gianmaria                      | Ferrari 458 Italia GT2           | M     | 115  |
| DNF | LMGTE Am              | 60 | AF Corse                  | Peter Ashley Mann Lorenzo Casè Raffaele Gianmaria                      | Ferrari 4.5 L V8                 | M     | 115  |
| DNF | LMP2                  | 47 | KCMG                      | Matthew Howson Richard Bradley Alexandre Imperatori                    | Oreca 03R                        | M     | 87   |
| DNF | LMP2                  | 47 | KCMG                      | Matthew Howson Richard Bradley Alexandre Imperatori                    | Nissan VK45DE 4.5 L V8           | M     | 87   |
| DNF | LMP1-L                | 13 | Rebellion Racing          | Andrea Belicchi Fabio Leimer Dominik Kraihamer                         | Rebellion R-One                  | M     | 73   |
| DNF | LMP1-L                | 13 | Rebellion Racing          | Andrea Belicchi Fabio Leimer Dominik Kraihamer                         | Toyota RV8KLM 3.4 L V8           | M     | 73   |
| DNF | LMP2                  | 48 | Murphy Prototypes         | Nathanaël Berthon Karun Chandhok Rodolfo González                      | Oreca 03R                        | D     | 73   |
| DNF | LMP2                  | 48 | Murphy Prototypes         | Nathanaël Berthon Karun Chandhok Rodolfo González                      | Nissan VK45DE 4.5 L V8           | D     | 73   |
| DNF | LMP2                  | 41 | Greaves Motorsport        | Michael Munemann Alessandro Latif James Winslow                        | Zytek Z11SN                      | D     | 31   |
| DNF | LMP2                  | 41 | Greaves Motorsport        | Michael Munemann Alessandro Latif James Winslow                        | Nissan VK45DE 4.5 L V8           | D     | 31   |
| DNF | LMGTE Pro             | 71 | AF Corse                  | Davide Rigon Pierre Kaffer Olivier Beretta                             | Ferrari 458 Italia GT2           | M     | 28   |
| DNF | LMGTE Pro             | 71 | AF Corse                  | Davide Rigon Pierre Kaffer Olivier Beretta                             | Ferrari 4.5 L V8                 | M     | 28   |
| DNF | LMP1-H                | 3  | Audi Sport Team Joest     | Filipe Albuquerque Marco Bonanomi Oliver Jarvis                        | Audi R18 e-tron quattro          | M     | 25   |
| DNF | LMP1-H                | 3  | Audi Sport Team Joest     | Filipe Albuquerque Marco Bonanomi Oliver Jarvis                        | Audi TDI 4.0 L Turbo V6 (Diesel) | M     | 25   |
| DNF | LMGTE Am              | 81 | AF Corse                  | Stephen Wyatt Michele Rugolo Sam Bird                                  | Ferrari 458 Italia GT2           | M     | 22   |
| DNF | LMGTE Am              | 81 | AF Corse                  | Stephen Wyatt Michele Rugolo Sam Bird                                  | Ferrari 4.5 L V8                 | M     | 22   |
| DNF | LMP2                  | 37 | SMP Racing                | Kirill Ladygin Maurizio Mediani Nicolas Minassian                      | Oreca 03R                        | M     | 9    |
| DNF | LMP2                  | 37 | SMP Racing                | Kirill Ladygin Maurizio Mediani Nicolas Minassian                      | Nissan VK45DE 4.5 L V8           | M     | 9    |
| DNF |                       | 0  | Nissan Motorsports Global | Lucas Ordóñez Wolfgang Reip Satoshi Motoyama                           | Nissan ZEOD RC                   | M     | 5    |
| DNF | Nissan 1.5 L Turbo I3 | 0  | Nissan Motorsports Global | Lucas Ordóñez Wolfgang Reip Satoshi Motoyama                           |                                  | M     | 5    |
| WD  | LMGTE Pro             | 99 | Aston Martin Racing       | Darryl O'Young Alex MacDowall Fernando Rees                            | Aston Martin V8 Vantage GTE      | M     | –    |
| WD  | LMGTE Pro             | 99 | Aston Martin Racing       | Darryl O'Young Alex MacDowall Fernando Rees                            | Aston Martin 4.5 L V8            | M     | –    |